# 스타워즈: 안도르
스타워즈: 안도르(Andor)는 조지 루카스의 《스타워즈》 세계관을 바탕으로 한 드라마이다. 2016년 영화 《로그 원: 스타워즈 스토리》의 프리퀄 드라마로, 2022년 9월부터 방영되었다.
《스타워즈》 세계관의 인물인 카시안 안도르의 솔로 드라마이다.

## 공개 전 정보
- 2018년 11월 9일, 더 만달로리안의 소식이 나온지 한 달 만에 공식 스타워즈 유튜브 채널을 통해 공개됐다. 스카리프 전투 이전
- 2019년 10월에 본 촬영을 가질 것으로 보인다. D23 엑스포에서 이미 촬영 중이라고 언급했다. 총 분량은 10시간이다.
- 더 만달로리안 챕터 2, 6을 연출한 릭 파무이와 감독이 본 시리즈의 감독으로 고려중이다.
- 로그 원의 각본가 토니 길로이가 각본에 참여하며 몇 개의 에피소드들을 연출한다.
- 본 촬영은 2020년 7월에 유럽에서 시작되며 스토리는 13살의 카시안 안도르와 그의 9살 여동생에 초점을 맞춘다.
- 촬영이 시작되기전에 각본을 재작성한다.
- 시놉시스가 유출되었다.
- 스텔란 스카르스고르드와 카일 소예르가 캐스팅 되었다.
- 몬 모스마 역의 제너비브 오라일리와 데니즈 고프가 캐스팅 되었다.
- 토니 길로이가 연출과 각본을 맡고 댄 길로이, 보 윌리먼, 스티브 시프가 각본을 맡는다. 작중 배경은 로그 원: 스타워즈 스토리 5년 전(5 BBY)이다.

## 등장인물
- 디에고 루나 - 카시안 안도르 역
- 스텔란 스카르스고르드
- 아드리아 아르호나
- 피오나 쇼
- 카일 소예르
- 제너비브 오라일리 - 몬 모스마 역